# Adolf Leander
Adolf Fredrik Leander (Helsinki, 7 december 1833 - Helsinki, 13 juli 1899) was een Fins componist en dirigent.

## Levensloop
Hij was als opvolger van Ernst Wilhelm Floessel van 1874 tot 1881 dirigent van het Garde Battalion te Helsinki en de grote reformator en vernieuwer van de Finse militaire muziek. Aansluitend dirigeerde hij het militaire orkest van het Nieuwlandse Regiment. Zijn dochter Adée Leander-Flodin (1873-1935) was een bekende Finse sopraan. 
Het instrumentarium van de militaire kapellen heeft hij veranderd: de trompetten en trombones werden door de hele cornetfamilie, van de hoge Es-cornet tot de lage tuba, vervangen. Hij is de auteur van een inleiding voor het schrijven van een partituur voor koperblaasorkesten. De Russische Tsaar Alexander III, een liefhebber van koperen muziekinstrumenten, die ook zelf het eufonium (bariton) speelde, was onder de indruk van Leanders inleiding. Dit boek werd het verplicht werk voor studenten aan de Franse en Zweedse militaire muziekscholen.
Zelf arrangeerde hij een groot aantal van bekende werken voor koperensemble. 
Verder wordt hij als vader van het Finse koperseptet en de Finse hoornmuziek gezien. Het typische Finse koperseptet heeft de volgende instrumentatie: Es-cornet, twee Bes-cornetten, Es-althoorn, Bes-tenorhoorn, Bes-bariton/eufonium en Es-tuba. Veel ondernemingen, alsook verenigingen hadden hun eigen koperseptet. Het repertoire was meestal traditioneel en eenvoudig, zoals Slavische en Weense walsen en arrangementen van Zweedse en Duitse werken, potpourri's van Finse liederen, en licht klassieke muziek, marsen en dansstukken. 
Als arrangeur schreef hij vooral potpourri's uit opera's van Carl Maria von Weber (Mars op thema's uit de opera Oberon), een Mazurka uit de opera Lägret vid Luolais (1863) van Luolais, een bewerking van de Revelie van F. Fricke, de ouverture tot de opera Les Deux aveugles de Tolède van Étienne Nicolas Méhul, een potpourri uit het ballet La bayadere van Ludwig Minkus (1826-1917), het Zeitungsenten Potpourri van August Conradi (1821-1873), En musikalisk besynnerlighet Potpourri van Johann Valentin Hamm (1811-1875), een Fantasie over het Duitse lied s' kommt ein Vogel geflogen im Stile verschiedener alter Meister (Johann Sebastian Bach, Wolfgang Amadeus Mozart, Ludwig van Beethoven, Frédéric Chopin, Johann Strauß, Giuseppe Verdi, Carl Maria von Weber und Richard Wagner) van Siegfried Ochs (1858-1929), een ouverture tot Die Felsenmühle zu Etalières van Carl Reissiger, een ouverture tot Les dragons de Villars van Louis Aimé Maillart, en ouverture tot Jery und Bätely van Ingeborg von Bronsart, een ouverture tot Donna Juanita van Franz von Suppé, een Fantasie op Der Bettelstudent van Carl Millöcker en een potpourri uit Der Trompeter von Säckingen van Viktor Nessler.
In de laatste jaren was hij gouvernementssecretaris.

## Composities

### Werken voor harmonieorkest
- 1891 Moskva pjanja
- Bernhardino

### Pedagogische werken
- 1885 Torvisoitannon oppikirja, Skola för hornmusik